# Enteromius guineensis
Enteromius guineensis (Pellegrin, 1913) è una specie di Actinopterygii della famiglia Cyprinidae.
Vive nei pressi del fiume Konkouré superiore, negli altopiani di Fouta Djalon in Guinea.